# Obiechów (gromada)
Obiechów – dawna gromada, czyli najmniejsza jednostka podziału terytorialnego Polskiej Rzeczypospolitej Ludowej w latach 1954–1972.
Gromady, z gromadzkimi radami narodowymi (GRN) jako organami władzy najniższego stopnia na wsi, funkcjonowały od reformy reorganizującej administrację wiejską przeprowadzonej jesienią 1954 do momentu ich zniesienia z dniem 1 stycznia 1973, tym samym wypierając organizację gminną w latach 1954–1972.
Gromadę Obiechów z siedzibą GRN w Obiechowie utworzono – jako jedną z 8759 gromad na obszarze Polski – w powiecie jędrzejowskim w woj. kieleckim, na mocy uchwały nr 13b/54 WRN w Kielcach z dnia 29 września 1954. W skład jednostki weszły obszary dotychczasowych gromad Obiechów i Jasieniec ze zniesionej gminy Słupia w powiecie jędrzejowskim oraz obszar dotychczasowej gromady Dąbrowica ze zniesionej gminy Rokitno w powiecie włoszczowskim. Dla gromady ustalono 12 członków gromadzkiej rady narodowej.
31 grudnia 1959 gromadę Obiechów połączono z gromadą Węgrzynów w jedną gromadę Węgrzynów z siedzibą GRN w Obiechowie.